# Reginald Innes Pocock
Reginald Innes Pocock (* 4. März 1863 in Clifton, Bristol; † 9. August 1947 in London) war ein britischer Zoologe und Arachnologe.

## Leben und Wirken
Pocock studierte Zoologie unter den Professoren Conwy Lloyd Morgan (1852–1936) und William Johnson Sollas (1849–1936) am University College of Bristol. 1885 wurde er Assistent am Natural History Museum in London. Er war verantwortlich für die Sammlungen von Vogelspinnen (Theraphosidae) und Tausendfüßern (Myriapoda). Von 1904 bis zu seiner Pensionierung im Jahre 1923 war er Leiter des Londoner Zoos. Anschließend arbeitete Pocock als freiwilliger Wissenschaftler in der Abteilung für Säugetiere im Natural History Museum.
Am 1. Juli 1889 heiratete er Constance Osborne. Zusammen hatten sie fünf Kinder; die ersten Vier, eine Tochter und drei Söhne, starben jedoch schon im Kindesalter. Über den vierten Sohn, Constantine Innes Pocock, ist kaum etwas bekannt.

## Ehrungen
Am 4. Mai 1911 wurde Pocock als Mitglied („Fellow“) in die Royal Society gewählt.

## Werke
- Catalogue of the genus Felis. London 1951 p. m.
- Mammalia. Taylor & Francis, London 1939–41.
- Arachnida. Taylor & Francis, London 1900.
- The highest Andes. Methuen, London 1899.
- Natural history. Appleton, New York 1897.
- Through unknown African countries. Arnold, London 1897.
- Chilopoda, Symphala and Diplopoda from the Malay Archipelago. 1894.
- Report upon the julidae, chordeumidae and polyzonidae. Genua 1893.
- Description of a New Species of polydesmus from Liguria. Genua 1891.
- Report on the oniscomorpha. Genua 1891.
- Report upon the chilopoda. Genua 1891.
- Contributions to our knowledge of the chilopoda of Liguria. Genua 1890.
- Three New Species of zephronia from the oriental region. Genua 1890.